# 魯西克 (穆卡切沃區)
48°28′21″N 22°37′9″E / 48.47250°N 22.61917°E
魯西克（烏克蘭語：Руське），是烏克蘭的村落，位於該國西部外喀爾巴阡州，由穆卡切沃區負責管轄，始建於1391年，面積1.18平方公里，海拔高度116米，2001年人口916，人口密度每平方公里773.65人。